# Матвєєв Юрій Геннадійович
Ю́рій Генна́дійович Матвє́єв (22 жовтня 1940, місто Київ — 23 січня 1990, місто Москва) — український радянський правознавець, 1982 — доктор юридичних наук, 1985 — професор. Головний державний арбітр Української РСР та СРСР (див. Державний арбітраж СРСР).

## Життєпис
Син професора Геннадія Костянтиновича Матвєєва.
1962 року закінчив юридичний факультет Київського університету.
У 1962—1964 роках працював державним арбітром у Київському обласному державному арбітражі.
Член КПРС з 1965 року.
1966 року закінчив аспірантуру, викладав у Київській вищій школі МВС СРСР.
Від 1967 року працював у Київському університеті — старший викладач, заступник декана факультету міжнародних відносин та міжнародного права. У 1977—1981 роках — завідувач кафедри цивільного права та процесу.
Впродовж 1981—1983 років працював у Секретаріаті ЮНЕСКО в Парижі, брав участь у конференціях ООН по морському праву та інших міжнародних форумах.
1983 року знову був обраний завідувачем кафедри цивільного права юридичного факультету Київського університету, з 1984 — декан юридичного факультету Київського державного університету імені Тараса Шевченка.
З 4 травня 1987 по червень 1989 року — Головний державний арбітр Української РСР.
У травні—липні 1989 року — народний депутат СРСР.
З червня 1989 по січень 1990 року — Головний державний арбітр СРСР.

## Науковий доробок
Досліджував міжнародне приватне право, в першу чергу авторське.
Вийшли друком його праці:
- 1973 — «Англо-американське деліктне право»,
- 1975 та 1978 — «Міжнародні конвенції з авторського права»,
- 1987 та 2000 — «Міжнародна охорона авторських прав».